# Tursiops
Tursiops, és un gènere de dofins de la família dels delfínids, o dofins oceànics. Són els dofins més comuns i coneguts. Estudis moleculars recents mostren que el gènere conté tres espècies vivents, el dofí mular (T. truncatus), Tursiops australis i el dofí mular indopacífic (T. aduncus). Els Tursiops viuen en mars càlids i temperats d'arreu del món.
Els tursiops habiten en mars càlids i temperats a tot el món, i es troben a tot arreu excepte a les regions del cercle polar àrtic i antàrtic. El seu nom deriva del llatí tursio (dofí) i truncatus per les seves característiques dents truncades.
Els Tursiops són de color gris i poden mesurar entre dos i quatre metres de llarg i pesar entre 150 i 650 quilograms. La seva característica més distintiva és el musell allargat. Tanmateix, com en totes les balenes i dofins, el musell no és el nas funcional. El nas funcional és l'espiracle situat a dalt del cap.
S'han dut a terme nombroses investigacions sobre la intel·ligència d'aquests dofins, examinant el mimetisme, l'ús del llenguatge artificial, la categorització d'objectes i l'auto-reconeixement. Poden utilitzar eines: esponges marines per buscar fonts d'aliments a les quals normalment no podien accedir, i transmetre capacitats adquirides de generació en generació. La seva considerable intel·ligència ha impulsat la interacció amb els humans.
Els dofins mulars van guanyar popularitat a partir d'espectacles d'aquaris i programes de televisió com Flipper. També han estat entrenats pels militars per localitzar mines marines o detectar i marcar bussejadors enemics. En algunes zones, cooperen amb els pescadors locals introduint peixos a les seves xarxes i menjant els peixos que escapen. Algunes trobades amb humans són perjudicials per als dofins: la gent els caça per menjar, i els dofins es maten sense voler com a captura accidental de la pesca de tonyina i en quedant atrapats en trampes per a crancs.
Els tursiops tenen els tercers nivells d'encefalització més grans de qualsevol mamífer de la Terra (els éssers humans en tenen els més grans), compartint relacions properes amb els humans i altres grans simis, cosa que probablement contribueix a la seva alta intel·ligència i intel·ligència emocional.